# Виза (град)
Вижте пояснителната страница за други значения на Виза.
Виза (на турски: Vize, Визе, на гръцки: Βιζύη, Визии) е град в Източна Тракия, Турция, център на околия Виза, Вилает Лозенград (Къркларели). Градът има 11 908 жители.

## География
Виза е разположен на 180 метра надморска височина в най-югоизточните склонове на планината Странджа. От вилаетския център Лозенград (Къркларели) е отдалечен на 50 километра в югоизточна посока.

## История

### Антична история
През 5 век пр. Хр. градът се споменава за пръв път с имената Бузас и Бизия в сведенията за създаденото тракийско Одриско царство. По-късно, вече през Елинистическата епоха, градът е споменат със същото име. Град Бизия е столица на Одриското царство от около 12 пр.н.е. до падането му под римска власт в 45 г. през периода на управление на династията на Сапеите. Там по времето на Реметалк II е построен голям дворец, в който е живял владетелят и през 2001 г. при разкопки от турски археолози е открита малка част от руините му. По-късно, през римския период в Бизия живеят жители от различен произход, които са основно траки и техни аристократи, което е засвидетелствано в изворите на римските хронисти и гърци, преселили се още в елинистическия период. Първите данни за християнството тук са от 2 – 4 век, когато в града имало и мъченици. След 313 г., когато християнството вече е равноправна религия в Римската империя, в Бизия са изградени няколко главни църкви и градът е изпълнявал ролята на митрополия и през следващите векове.

### Средновековна история
През 395 г. Бизия е съставна част от създадената Източна Римска империя или Византия. През 6 век, когато започват преселванията на славяни на Балканския полуостров, земите на източна Тракия също са заселени от тях. Но Бизия остава встрани от големи преселения и според писмени (главно Прокопий Кесарийски и Теофан), и според археологически данни броят на славянското население в 6 – 8 век там е малък, а броят на запазилото се векове население от траки е голям. Това обаче не е пречка за асимилирането на тракийското и друго население и последвалата му българизация в следващите векове чрез вътрешни миграции на вече славянизирано население. През 10 – 14 век населението вече е смесено, като в изворите на византийските хронисти се съобщава и за българи, и за гърци, наричани ромеи.
В края на лятото на 927 г. българският владетел Петър (син на цар Симеон), заедно с вуйчо си Георги Сурсувал, който бил посочен приживе от Симеон за съуправител на младия Петър, навлиза в източна Тракия и опустошава град Виза и други крепости и села по пътя си.
Градът е споменаван във византийските хроники от 11 – 12 век като град населяван от разнородно по етнически състав население.
Бизия пада под османска власт през 1388 г., а в следващите векове е основен пътен възел с Цариград.

### Съвременна история
В началото 19 век Виза е градче в санджак Родосто на Османската империя, населен от българи и гърци. По-късно, през поредната Руско-турска война (1828-1829) голяма част от българите напускат града и областта и заедно с други българи от одринския санджак се преселват в Бесарабия и Северна Добруджа. В града остават обаче известен брой българи. Градът е стара митрополитска катедра. Според „Етнография на вилаетите Адрианопол, Монастир и Салоника“, издадена в Константинопол в 1878 година и отразяваща статистиката на населението от 1873 година, Виза (Viza) има 400 домакинства и 350 жители българи и 1750 гърци.
Според статистиката на професор Любомир Милетич в 1912 година във Виза живеят 490 семейства гърци.
При избухването на Балканската война в 1912 година един човек от Виза е доброволец в Македоно-одринското опълчение.
Гръцкото население на Виза се изселва след Гръцко-турската война.

## Личности
Родени във Виза
- Реметалк III (12 – 44 г.), тракийски одриски цар от сапейската династия[8]
- Георги Костадинов (1888 – ?), македоно-одрински опълченец, 3-та рота на 9-а велешка дружина[9]
- Георгиос Визиинос (1849 – 1896), гръцки поет и писател